# Отрадное (Бутурлиновский район)
Отрадное — село в Бутурлиновском районе Воронежской области.
Входит в состав городского поселения Бутурлиновка.

## География
Площадь посёлка — 89,33 га.

### Улицы
- ул. Лучистая,
- ул. Пригородная,
- ул. Светлая.

## Население
| 2010 |
| ---- |
| 63   |